# Husbock
Husbocken (Hylotrupes bajulus) är en skalbagge i familjen långhorningar som förekommer i Europa, Asien, Nordamerika och Nordafrika. Det är den enda arten i släktet Hylotrupes.
Den mörkt gråbruna skalbaggen är 7–21 mm lång och dess larver lever i torrt barrträdsvirke, helst inomhus men kan även förekomma utomhus.
Larven lever i träet i 3–4 år, ibland upp till 10 år och lämnar det yttersta skiktet orört men kan urholka träet totalt. Larvens gnagande kan höras från angripet trä. Larven förpuppas i träet, och skalbaggen kläcks och lämnar träet juni-juli varvid det skapar ett oregelbundet, ovalt hål.
Det måste vara minst 25 °C för att skalbaggen ska svärma.
Man kan bekämpa masken i en angripen byggnad genom att avlägsna och bränna angripet trä, eller genom att gasa byggnaden med giftgas.

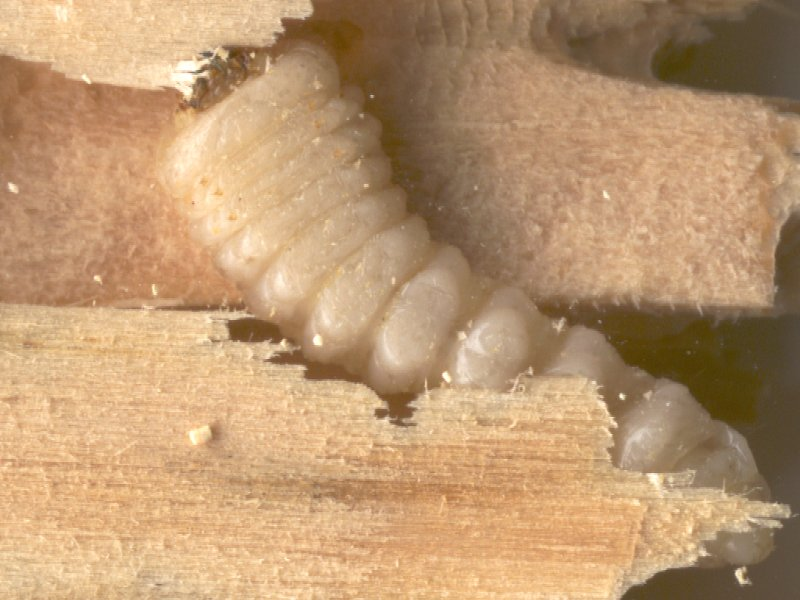
Husbockslarv